# 九又四分之三月台
九又四分之三月台（英語：Platform Nine and Three-Quarters），或稱9¾月台，是英國奇幻小說《哈利波特》系列裡的虛構地點，位在倫敦國王十字車站，每年霍格沃茨特快列车會自此開出。

## 故事
19世紀時，時任英國魔法部部長的伊萬傑琳·奧平頓在國王十字車站設置了這個隱藏的月台，只有巫師才能通過。麻瓜是無法見到或使用九又四分之三月台，所以哈利·波特的麻瓜姨父威農·德思禮在聽到這個名字後便怒斥「不要胡說八道，世上哪裡來的什麼九又四分之三月台」:31。哈利·波特一開始也不知該如何進入這個月台，最後是在茉莉·衛斯理教導下才得知的:103-104。
在中，家庭小精靈多比為阻止哈利回到霍格華茲，而將通往月台的牆壁用魔法封住，迫使哈利與榮恩不得不透過衛斯理先生的飛天汽車前往霍格華茲。
結尾，成年的哈利波特一家與榮恩·衛斯理一家在九又四分之三月台送他們的兒女去霍格華茲上學:855-863。

## 創作靈感
國王十字車站對《哈利波特》作者J·K·羅琳個人而言有著重大的意義，當年她的雙親於該站乘坐同一班列車前往蘇格蘭，在車上第一次相遇。再加上國王十字車站本身的站名令人印象深刻，因此羅琳才將這座車站設定為《哈利波特》小說中的重要場景:13。
此外，羅琳曾表示，當初自己在寫到小說中哈利得知自己要穿過國王十字車站的一面牆才能到達九又四分之三月台的此一段落時，心裡面想到的是C·S·路易斯小說《納尼亞傳奇》中的魔衣櫥。

## 電影
在哈利波特系列電影裡，九又四分之三月台的場景實際上主要是在國王十字車站的第4號和5號月台之間拍攝的:31。原著小說裡九又四分之三月台的入口是一面金屬牆壁，而在電影裡則是一面磚牆。

## 車站設置

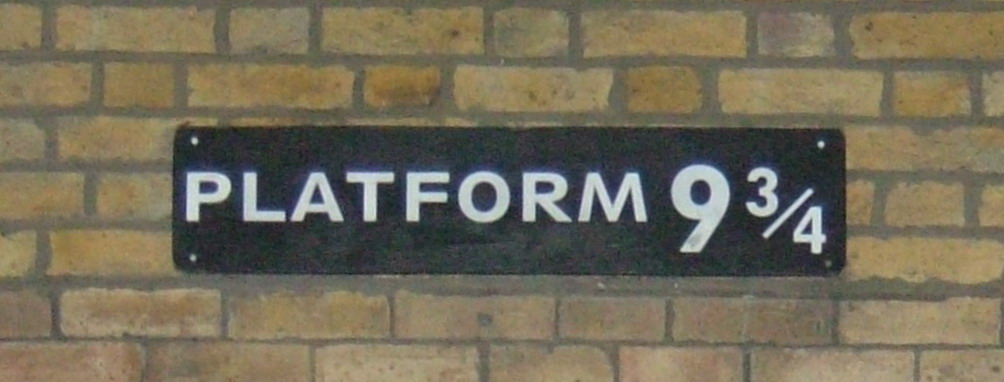
九又四分之三月台的標示

《哈利波特》之後，國王十字車站於1999年在9號和10號月台所在的附屬建築牆上豎立一個「九又四分之三月台」的鐵製標誌，並在牌下設置一台半進入牆內的手推車，以紀念小說裡的描述。
2012年，國王十字車站進行了一番改建，九又四分之三月台的牌子和那輛手推車被改而設於第8和第9月台之間的牆上，手推車上還增設了行李和裝貓頭鷹的籠子。
在手推車牆壁旁邊，還有一家販賣哈利波特相關商品的九又四分之三號月台商店，是由演員瓦威克·戴維斯（在電影裡飾演孚立維教授和妖精拉環）開設的。

## 文化影響

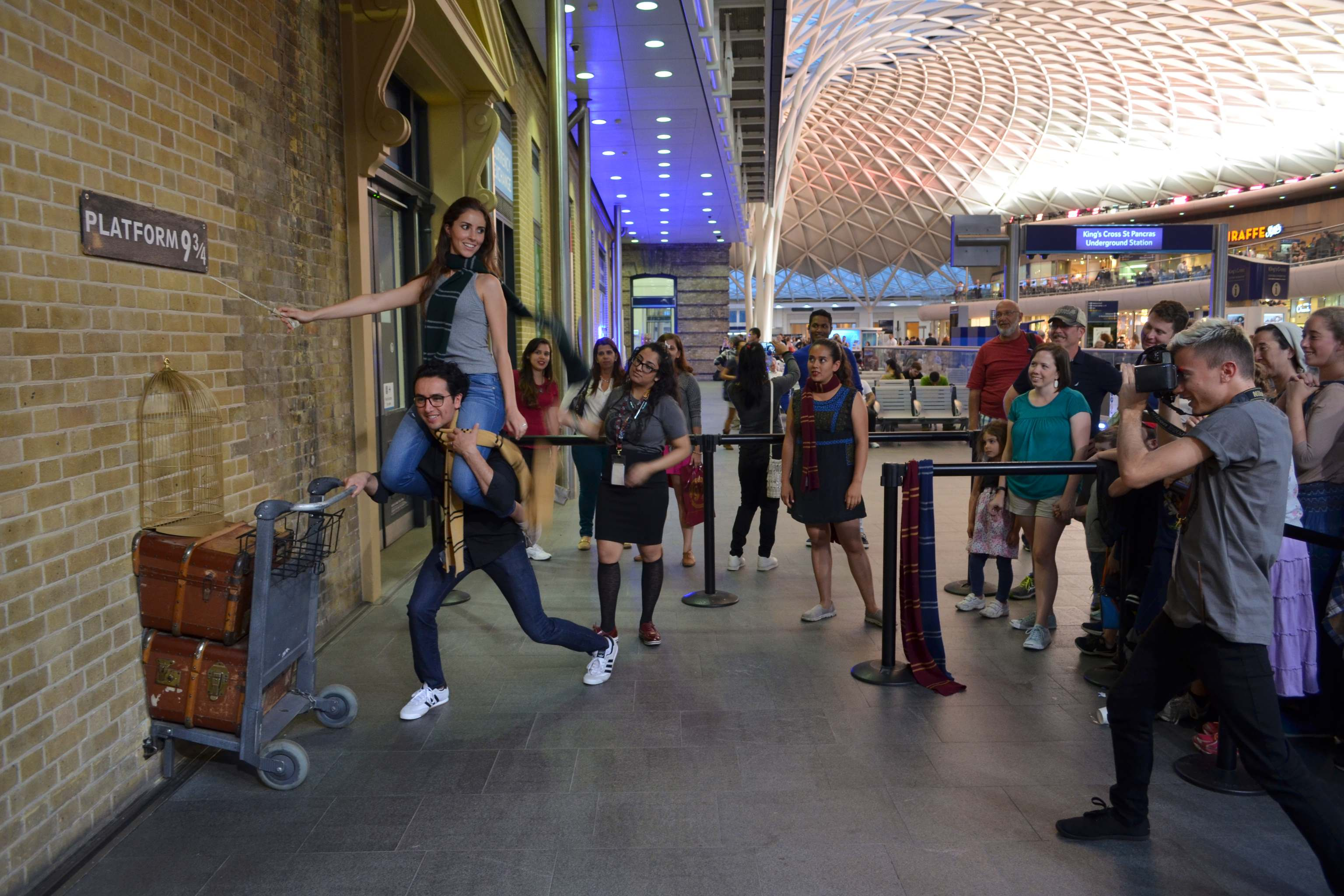
一群排隊等着拍照的遊客

在《哈利波特》小說發行之後，國王十字車站內的九又四分之三月台設置一直是書迷前來參訪的熱門景點，不少人都會在手推車前排隊等着拍照留念，一旁的商店有幫忙拍照及提供魔杖、學院圍巾等道具的服務。國王十字車站於每年9月1日都會固定舉辦「Back to Hogwarts」的大型活動。
由於在小說裡2017年的9月1日是哈利·波特夫妻送兒子阿不思·賽佛勒斯·波特上學的日子，因此當日有多達數百人的書迷聚集在九又四分之三月台旁「送行」，包括在在電影裡飾演孚立維教授的演員瓦維克·戴維斯也親臨現場。
2018年1月，甚至有一名男子疑似模仿書中情節，直接快速衝向手推車所在的牆壁，結果撞到牆摔倒在地，隨後馬上離去。
除了國王十字車站外，奧蘭多環球影城的哈利波特魔法世界內也設有九又四分之三月台的景點。

## 圖片

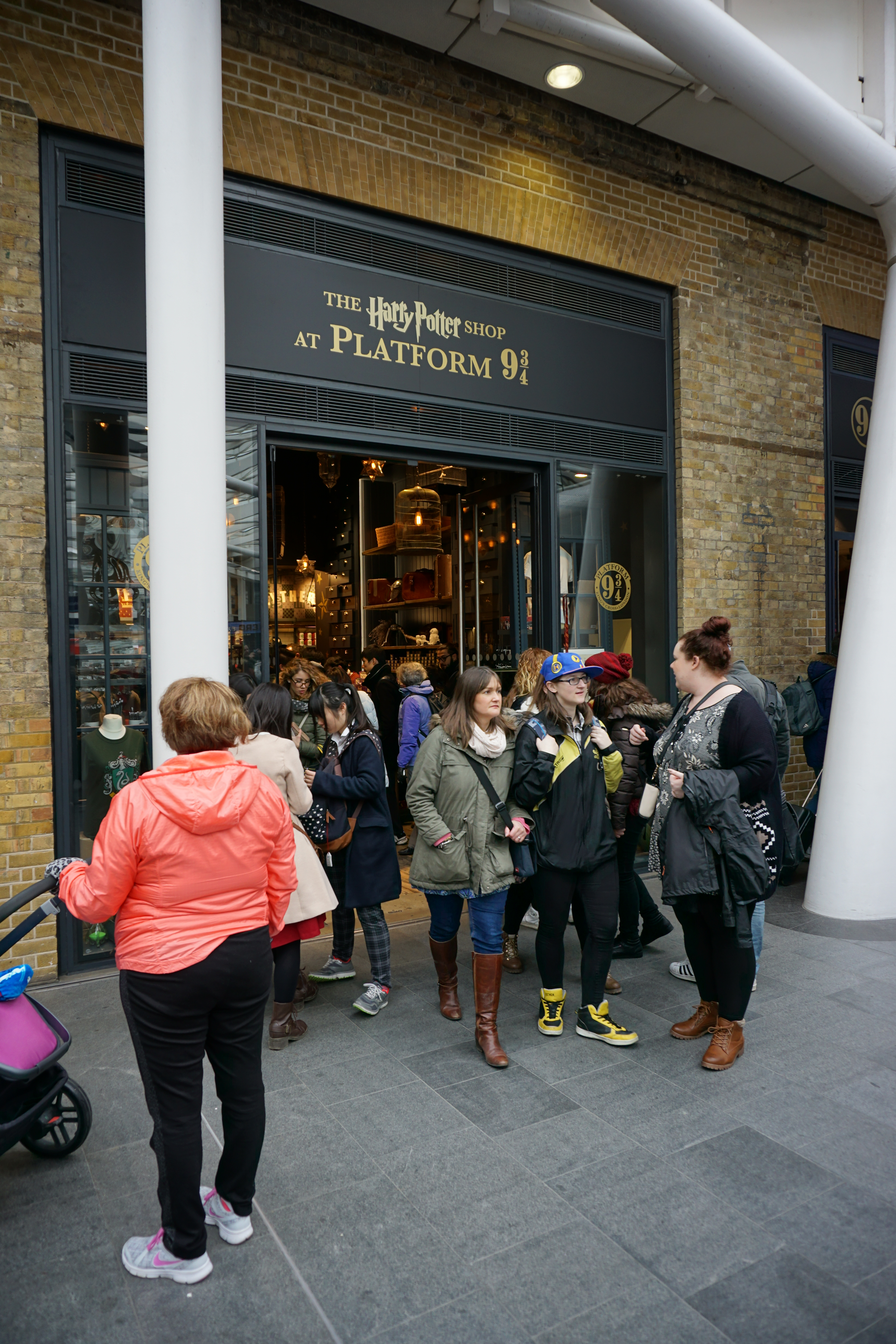
國王十字車站手推車牆壁一旁的商店門口。
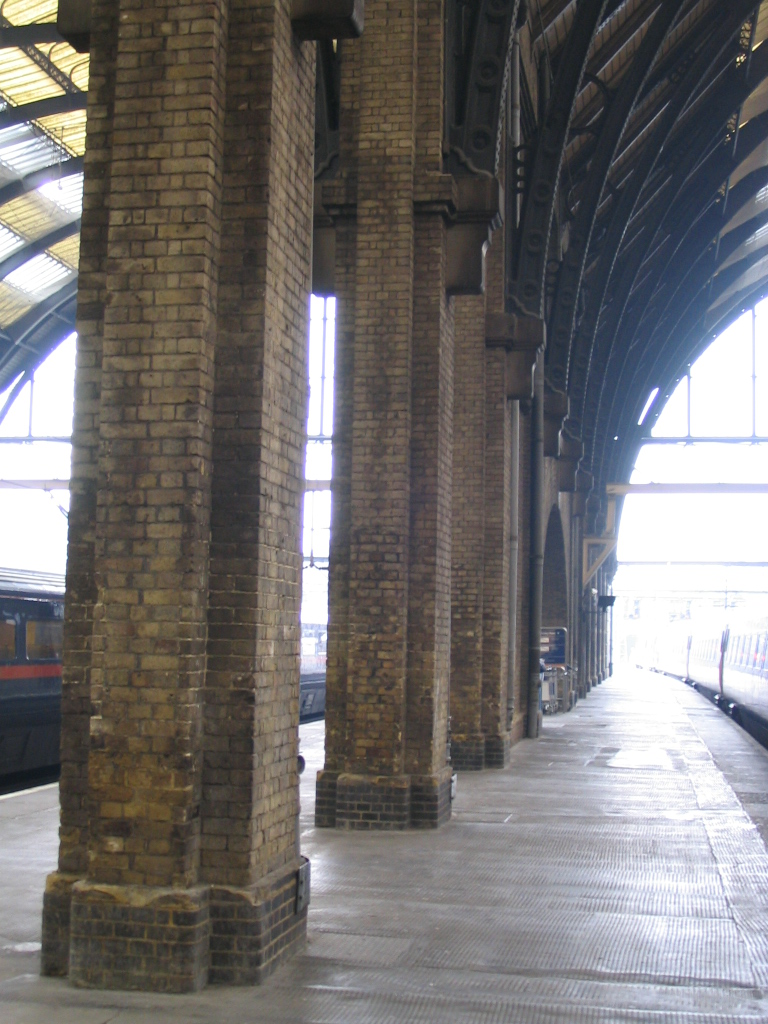
國王十字車站的第4和第5月台間，電影裡九又四分之三月台即是在此拍攝的。
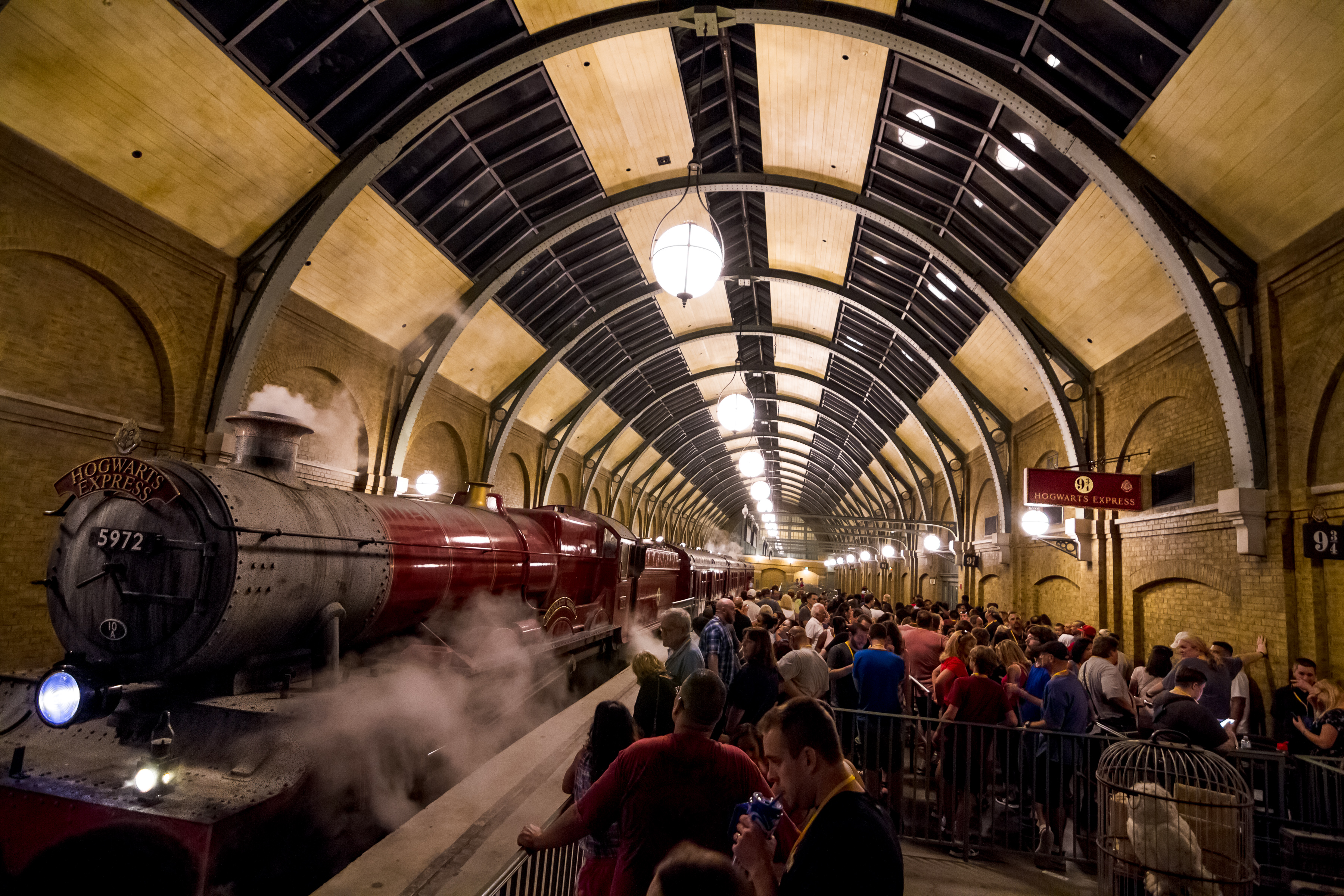
奧蘭多環球影城的九又四分之三月台。
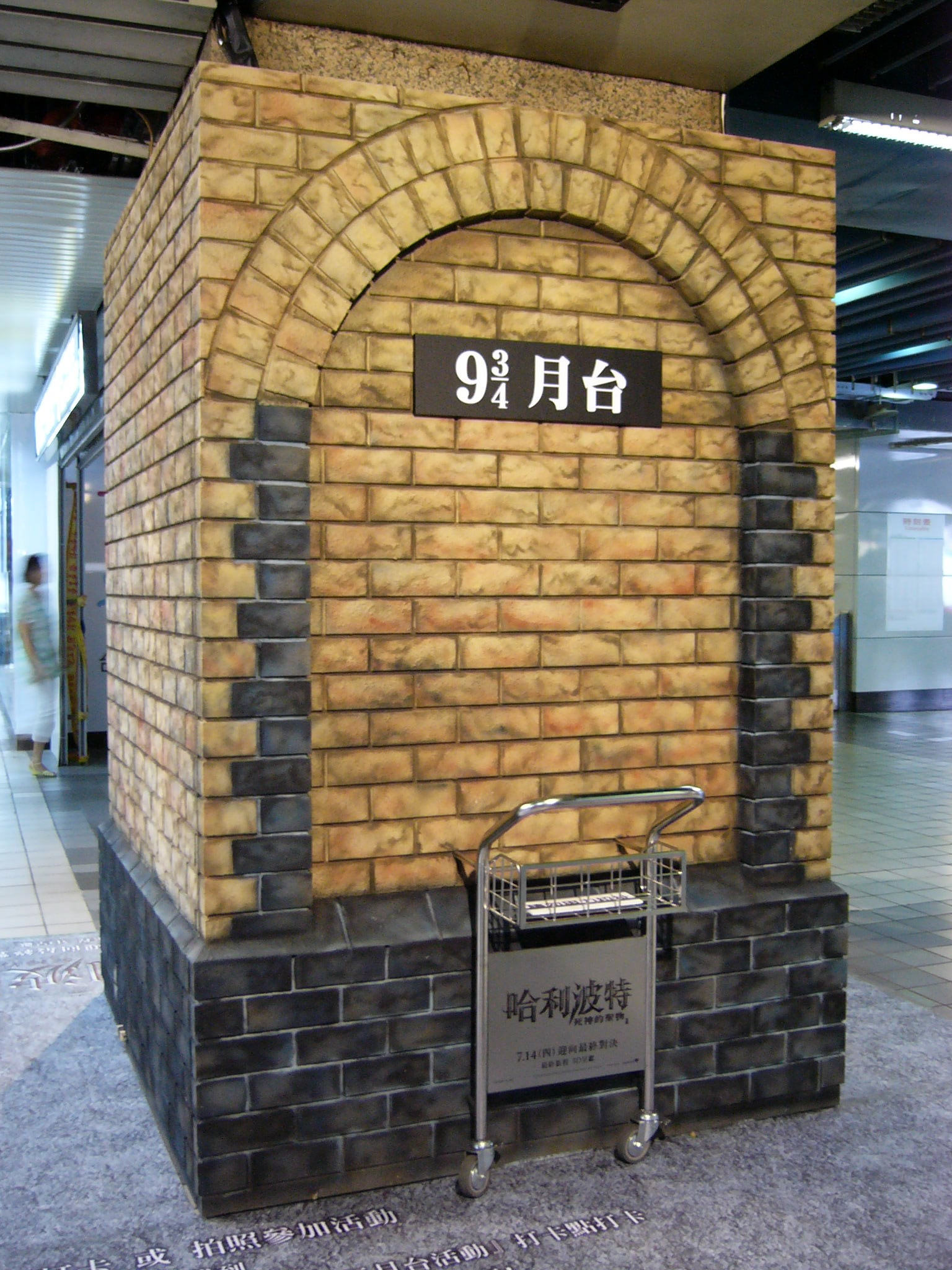
2011年，台灣台北車站仿製的九又四分之三月台入口，作為電影《哈利波特－死神的聖物2》的廣告。
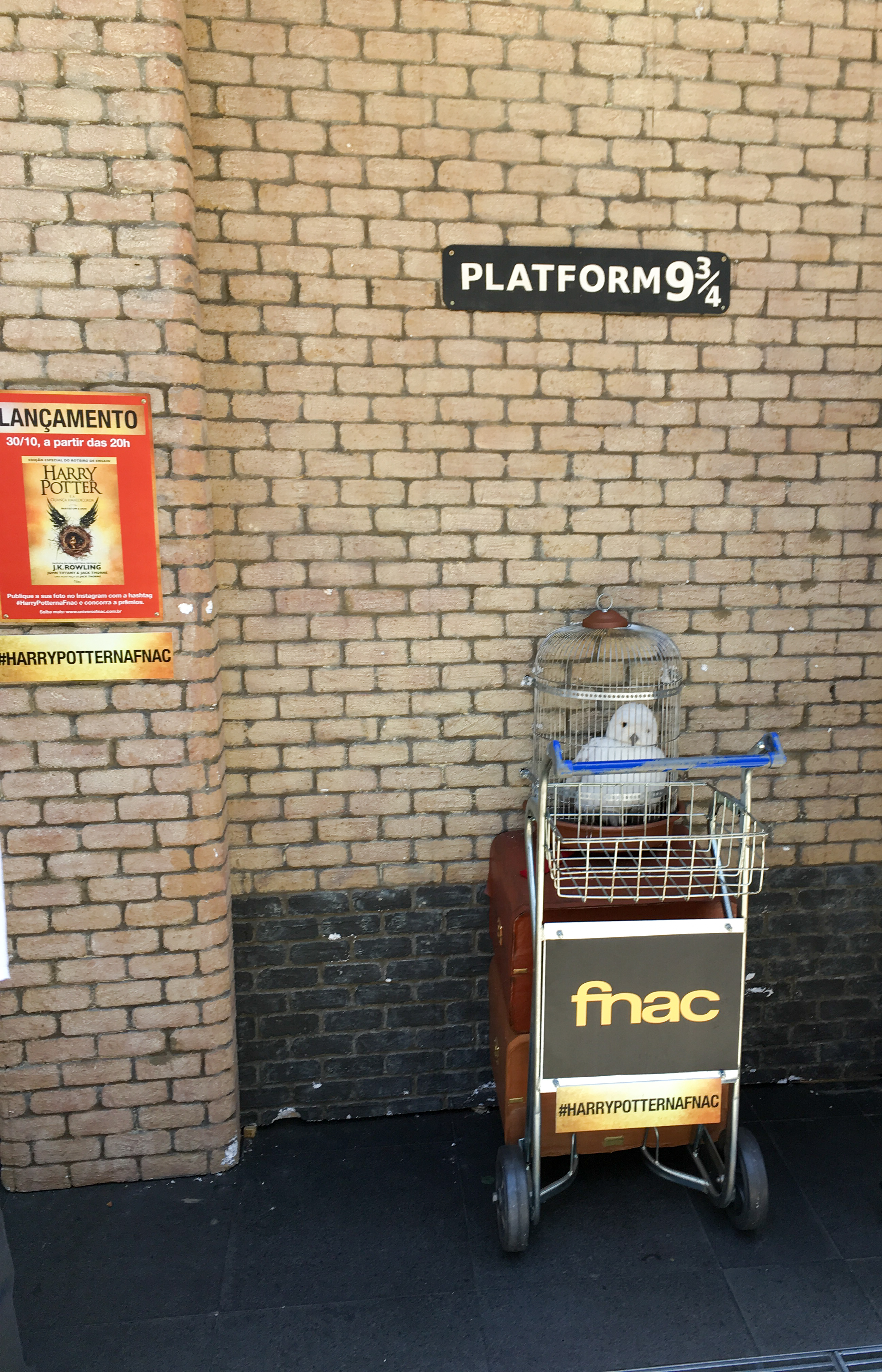
2016年，巴西聖保羅一個仿製的九又四分之三月台入口。
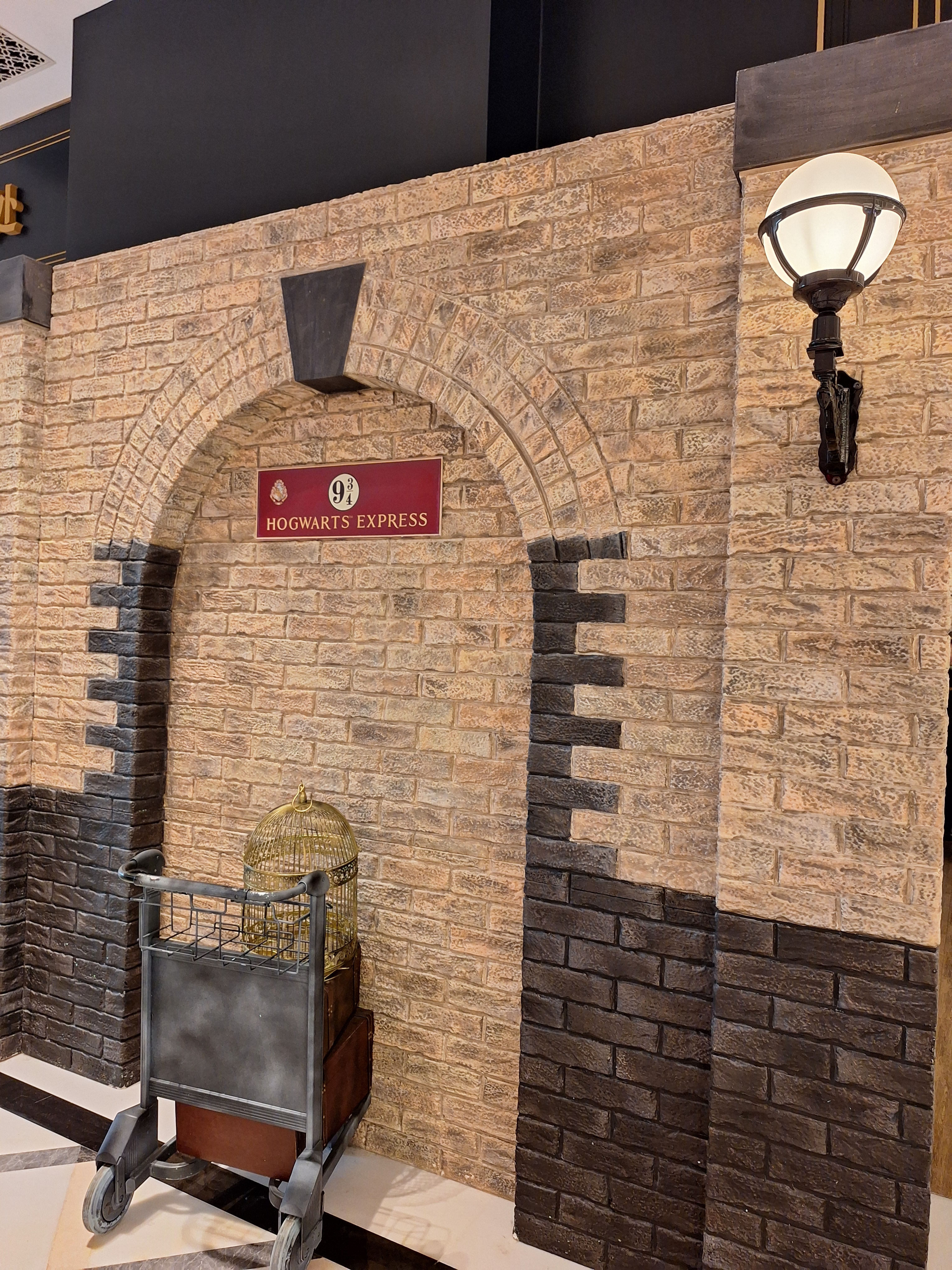
2024年，澳門倫敦人《哈利波特》魔法展售票處外設有一個仿製的九又四分之三月台入口。

## 外部連結
- 九又四分之三月台（页面存档备份，存于）在哈利波特中文維基上的條目
- 月台旁的哈利波特商店官網（页面存档备份，存于） （英文）
- 九又四分之三月台（页面存档备份，存于），Pottermore（英文）
- 九又四分之三月台（页面存档备份，存于），哈利波特辭典（英文）